# Olivella perplexa
Olivella perplexa är en snäckart som beskrevs av Olsson 1956. Olivella perplexa ingår i släktet Olivella och familjen Olividae. Inga underarter finns listade i Catalogue of Life.

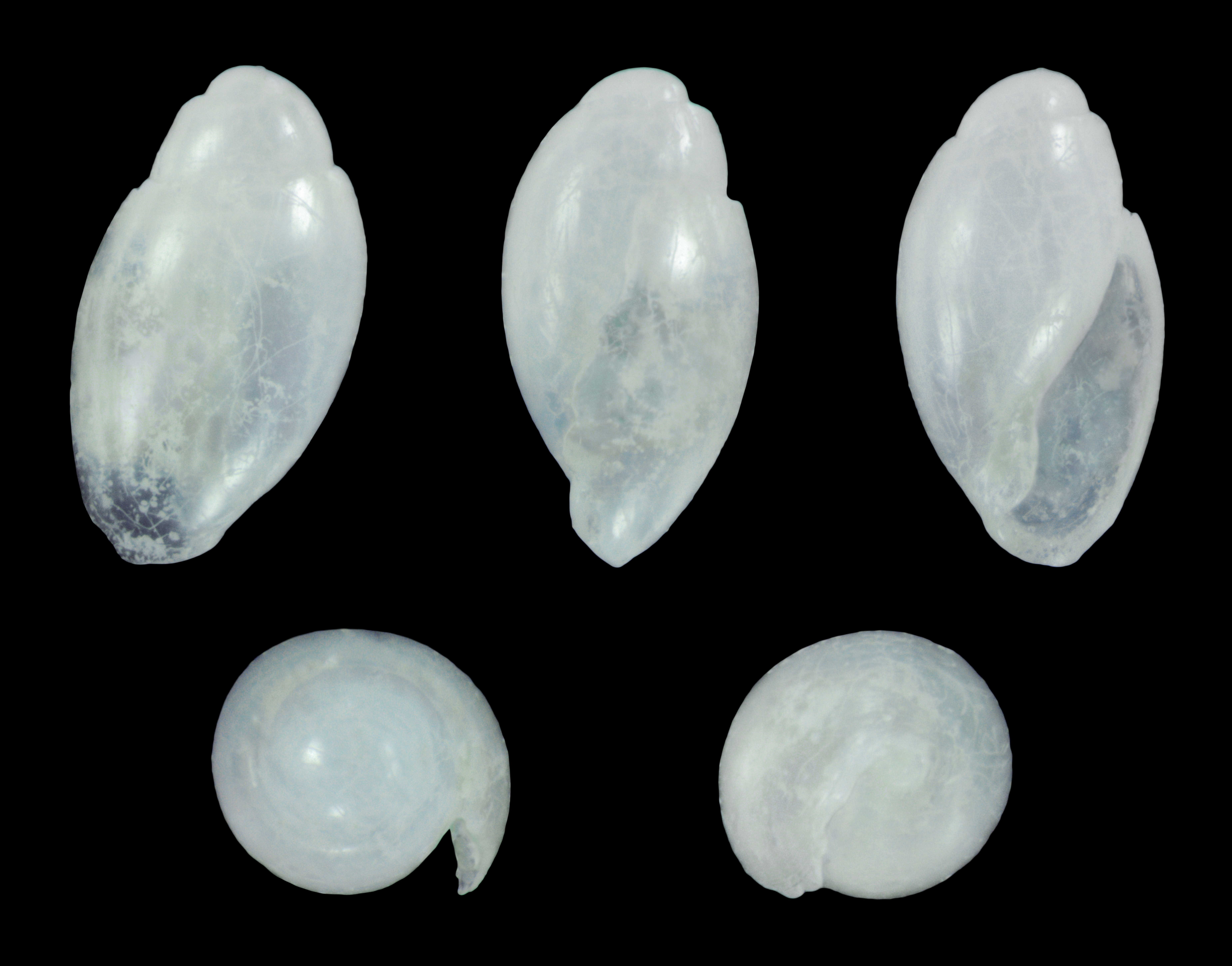
Juvenil